# Inglés de California
El inglés de California (en inglés: California English) o inglés californiano (en inglés: Californian English) es un dialecto del idioma inglés que se habla en el estado estadounidense de California.
El estado de California es el más poblado del país con un total de 39 millones de habitantes, lo que supone un 12,5 % de la población total de Estados Unidos. Además, la población residente en California tiene una fuerte presencia de inmigrantes, según la Encuesta de la Comunidad Americana de 2021, el 27% de californianos han nacidos en el extranjero —casi el doble de la proporción en el resto del país (14%)—. A diferencia de la mayoría de estados, en California ninguna raza censal ni grupo étnico constituye una mayoría poblacional, según el último censo de 2020: El 39% de los californianos son latinos, el 35% blancos, un 15% son asiático-estadounidenses, 5% negros, 4% son multirraciales, y menos del 1% son indios americanos o nativos de Alaska.

## Características
En todo los Estados Unidos se habla el inglés estadounidense, idioma oficial en California y en muchos otros estados aunque no a nivel federal. No todas las características y modismos son utilizados por el conjunto de los hablantes en el estado, y no todas las funciones se limitan a un uso exclusivo del estado; sin embargo, hay algunos rasgos lingüísticos que pueden ser identificados como bien inicialmente o de manera predominante de California, o ambas cosas.